# Skartaris
Skartaris è una Terra vuota, immaginaria, creata da Mike Grell per il fumetto di magia e cappa e spada Warlord, pubblicato dalla DC Comics. Skartaris debuttò in 1st Issue Special n. 8, nel novembre 1975.

## Storia editoriale
Secondo Mike Grell, "il nome deriva dal picco di una montagna, Scartaris, una cima che segna il punto del passaggio verso il centro della Terra nel romanzo, Viaggio al centro della Terra".
Mentre Mike Grell non disegnò mai una mappa di Skartaris durante il suo periodo di lavoro sul fumetto, ne fu creata una verso la fine del primo volume originale, mappa che comparve in Warlord Annual n. 4 (1985). In un'intervista con Warlord.com disse: "Ho fatto tutto in modo da poter mandare il mio personaggio per tutto il territorio; non disegnai mai una mappa, così potevo muoverlo da una parte all'altra di Skartaris con il solo scopo di mandare avanti la storia".
In una successiva intervista con il Comic Book Resources disse: "Qualsiasi cosa accade nella fantasia accade nella tradizione, ed è una delle ragioni per cui ho sempre rifiutato di disegnare una mappa di Skartaris". Anno dopo anno dopo anno, sempre assillato dagli editori che mi chiedevano "Quando disegnerai una mappa di Skartaris?". La ragione per cui rifiutai era perché una volta che disegni una mappa, ne stabilisci i confini. E perché mai avrei dovuto mettere dei confini alla mia immaginazione?".
Skartaris comparve nella serie limitata Suicide Squad: Raise the Flag, una delle fonti di un artefatto tecno-mistico utilizzato dal protagonista della serie Rick Flagg e dalla sua nemesi, Rustam. Skartaris è anche raffigurata in The Books of Magic n. 3, parte di una miniserie in inglese di quattro numeri scritta da Neil Gaiman.

## Ambientazione
Skartaris è essenzialmente una traduzione grafica del Pellucidar di Edgar Rice Burroughs, con elementi di Jules Verne tratti da una mezza dozzina di ambientazioni dell'interno della Terra, ed una mistura di magia e miti di Atlantide. Nel concetto di Grell, come in quello di Borrough, la Terra è un guscio vuoto con Skartaris al suo interno. Skartaris è accessibile dalla superficie del mondo attraverso un'apertura polare che permette il passaggio tra il mondo interno e quello esterno. Esistono anche diversi tunnel che collegano il mondo sotterraneo con la superficie. Skartaris è illuminata da un sole in miniatura sospeso ad centro della sfera vuota, così che ovunque ci si trovi, si è sempre illuminati. Il sole in miniatura non cambia mai di lucentezza, e non tramonta mai. Così, senza la notte e la variazione delle stagioni, i nativi hanno una percezione limitata del tempo. Esiste, tuttavia, una "luna" che orbita intorno al sole a caso, facendo sì che Skartaris sperimenti il buio di quando in quando. Gli eventi della serie suggeriscono che il tempo è elastico, passando ad una velocità differente in diverse aree di Skartaris e variando persino i singoli luoghi.
Skartaris è popolata di genti primitive di vari livelli culturali, dalla preistoria al medioevo, con città-stato monarchiche più avanzate come Shamballah, la casa del principale amore di Morgan, Tara. La pratica della magia è avanzata di pari passo, e sono noti numerosi stregoni, solitamente nemici tra di loro e di Morgan. Il più noto è Deimos, la sua più grande nemesi. Si possono trovare anche alcune reminiscenze della tecnologia super scientifica di Atlantide. Skartaris è infestata da una varietà di creature preistoriche di tutte le ere geologiche, più noti come dinosauri.
I primissimi numeri della serie caratterizzarono le ambientazioni con la frase seguente: "Nel selvaggio mondo di Skartaris, la vita è una lotta continua per la sopravvivenza. Qui, sotto una luce eterna senza sosta, prevale una sola legge: se abbassi la guardia per un solo istante, presto morirai".
Skartaris è infine connessa retroattivamente e situata in un'altra dimensione, in realtà non si trova fisicamente all'interno della Terra. Migliaia di anni fa, prima di essere colonizzata dagli esseri umani, questa dimensione era conosciuta come "Il Mondo dei Maghi" a causa dell'alto numero di esseri magici che vi abitavano.

### Nuova Atlantide
I sopravvissuti atlantidei della città di Challa-Bel-Nalla, poi governati da Lord Daamon, un antenato di Deimos, formarono un'alleanza con una razza aliena chiamati, Red-Moon Gods (Dei della Luna Rossa). Questi alieni fornirono agli atlantidei la loro avanzata tecnologia che, successivamente, Travis Morgan avrebbe scoperto a Nuova Atlantide. Nuova Atlantide comparve per la prima volta in Warlord Annual n. 2. Lord Norrad il Giovane, uno dei Cavalieri del Mare delle Aquile lasciò Atlantide con un piccolo gruppo di seguaci e viaggiò fino a Skartaris. Anche un altro gruppo raggiunse Skartaris da Atlantide, fu quello guidato dallo stregone atlantideo Ar-Diamphos, che uccise Lord Norrad e divenne lui il padrone. Trasformò tutti gli abitanti di Nuova Atlantide in uomini-bestie, conosciuti come Blood Brothers, utilizzando la tecnologia degli Dei della Luna Rossa.

## Altri media
- Sebbene non fu mai chiamata per nome, un mondo all'interno del centro della Terra molto simile a Skartaris fu mostrata in un episodio della serie animata Superamici chiamato, Battle at the Earth Core. Qui, vivevano animali preistorici, e lì vi sono anche le rovine di un'antica città atlantidea.
- Skartaris comparve in un episodio della serie animata, Justice League Unlimited, intitolato, Chaos at the Earth's Core, dove Lanterna Verde, Supergirl e S.T.R.I.P.E. furono convocati dalla figlia di Warlord, Jennifer, per battersi contro Deimos. In realtà, Metallo e Silver Banshee gli fecero da scherani con armi ad energia in cambio della Grande Pietra, un enorme pezzo di kryptonite. Con l'aiuto della League, sconfissero le forze di Deimos, e portarono la pace su Skartaris. Dopo di ciò, Lanterna Verde chiuse il portale, così che nessuno avrebbe mai potuto rubare la Pietra.